# Élections législatives de 2002 dans l'Indre
Les élections législatives françaises de 2002 se déroulent les 9 et 16 juin 2002. Dans le département de l'Indre, trois députés sont à élire dans le cadre de trois circonscriptions.

## Élus
| Circonscription | Député sortant       | Parti | Parti    | Député élu ou réélu  | Parti | Parti |
| --------------- | -------------------- | ----- | -------- | -------------------- | ----- | ----- |
| 1re             | Jean-Yves Gateaud    |       | PS       | Jean-Yves Hugon      |       | UMP   |
| 2e              | Nicolas Forissier    |       | UDF (PR) | Nicolas Forissier    |       | UMP   |
| 3e              | Jean-Paul Chanteguet |       | PS       | Jean-Paul Chanteguet |       | PS    |

## Résultats

### Résultats à l'échelle du département
| Parti                                     | Parti                              | Premier tour | Premier tour | Second tour | Second tour | Sièges |
| Parti                                     | Parti                              | Voix         | %            | Voix        | %           | Sièges |
| ----------------------------------------- | ---------------------------------- | ------------ | ------------ | ----------- | ----------- | ------ |
|                                           | Union pour un mouvement populaire  | 41 589       | 35,40        | 60 669      | 53,54       | 2      |
|                                           | Divers droite                      | 6 189        | 5,27         |             |             | 0      |
|                                           | Union pour la démocratie française | 4 176        | 3,55         | 0           |             |        |
|                                           | Mouvement pour la France           | 228          | 0,19         | 0           |             |        |
|                                           | Majorité présidentielle            | 52 182       | 44,42        | 60 669      | 53,54       | 2      |
|                                           |                                    |              |              |             |             |        |
|                                           | Parti socialiste                   | 40 110       | 34,14        | 52 647      | 46,46       | 1      |
|                                           | Parti communiste français          | 4 227        | 3,60         |             |             | 0      |
|                                           | Les Verts                          | 3 127        | 2,66         | 0           |             |        |
|                                           | Parti radical de gauche            | 715          | 0,61         | 0           |             |        |
|                                           | Pôle républicain                   | 697          | 0,59         | 0           |             |        |
|                                           | Gauche parlementaire               | 48 876       | 41,60        | 52 647      | 46,46       | 1      |
|                                           |                                    |              |              |             |             |        |
|                                           | Front national                     | 10 559       | 8,99         |             |             | 0      |
|                                           | Divers                             | 2 608        | 2,22         | 0           |             |        |
|                                           | Extrême gauche dont LO             | 1 919        | 1,63         | 0           |             |        |
|                                           | Mouvement national républicain     | 891          | 0,76         | 0           |             |        |
|                                           | Divers écologiste dont LT-LNÉ      | 442          | 0,38         | 0           |             |        |
|                                           |                                    |              |              |             |             |        |
| Inscrits                                  | Inscrits                           | 176 870      | 100,00       | 176 859     | 100,00      | 3      |
| Abstentions                               | Abstentions                        | 56 195       | 31,77        | 58 923      | 33,32       |        |
| Votants                                   | Votants                            | 120 675      | 68,23        | 117 936     | 66,68       |        |
| Blancs et nuls                            | Blancs et nuls                     | 3 198        | 2,65         | 4 620       | 3,92        |        |
| Exprimés                                  | Exprimés                           | 117 477      | 97,35        | 113 316     | 96,08       |        |
| Source : Ministère de l'Intérieur - Indre |                                    |              |              |             |             |        |

### Résultats par circonscription

#### Première circonscription (Châteauroux)
| Candidat       | Candidat                  | Parti            | Premier tour | Premier tour | Second tour | Second tour |  |
| Candidat       | Candidat                  | Parti            | Voix         | %            | Voix        | %           |  |
| -------------- | ------------------------- | ---------------- | ------------ | ------------ | ----------- | ----------- |  |
|                | Jean-Yves Gateaud sortant | PS               | 12 130       | 34,79        | 15 889      | 47,03       |  |
|                | Jean-Yves Hugon élu       | UMP              | 11 579       | 33,21        | 17 895      | 52,97       |  |
|                | Michel Hubault            | FN               | 3 207        | 9,20         |             |             |  |
|                | Patrick Serpeau           | Divers droite    | 3 108        | 8,91         |             |             |  |
|                | Sandrine Feuillade        | PCF              | 1 353        | 3,88         |             |             |  |
|                | Monique Lajonchère        | Les Verts        | 966          | 2,77         |             |             |  |
|                | Michel Arroyo             | PRG              | 715          | 2,05         |             |             |  |
|                | Élisabeth Milon           | LO               | 601          | 1,72         |             |             |  |
|                | Patrick Bouyat            | LT-LNÉ           | 442          | 1,27         |             |             |  |
|                | Patrice Remia             | Pôle républicain | 337          | 0,97         |             |             |  |
|                | Gérard Vignier            | MNR              | 314          | 0,90         |             |             |  |
|                | Fabienne Trivellato       | Divers           | 119          | 0,34         |             |             |  |
|                |                           |                  |              |              |             |             |  |
| Inscrits       | Inscrits                  | Inscrits         | 55 393       | 100,00       | 55 392      | 100,00      |  |
| Abstentions    | Abstentions               | Abstentions      | 19 475       | 35,16        | 20 226      | 36,51       |  |
| Votants        | Votants                   | Votants          | 35 918       | 64,84        | 35 166      | 63,49       |  |
| Blancs et nuls | Blancs et nuls            | Blancs et nuls   | 1 047        | 2,91         | 1 382       | 3,93        |  |
| Exprimés       | Exprimés                  | Exprimés         | 34 871       | 97,09        | 33 784      | 96,07       |  |

#### Deuxième circonscription (Issoudun)
| Candidat       | Candidat                        | Parti          | Premier tour | Premier tour | Second tour | Second tour |  |
| Candidat       | Candidat                        | Parti          | Voix         | %            | Voix        | %           |  |
| -------------- | ------------------------------- | -------------- | ------------ | ------------ | ----------- | ----------- |  |
|                | Nicolas Forissier sortant réélu | UMP            | 20 595       | 46,76        | 24 096      | 57,24       |  |
|                | André Laignel                   | PS             | 15 012       | 34,08        | 18 004      | 42,76       |  |
|                | Charlotte d'Ogny                | FN             | 3 544        | 8,05         |             |             |  |
|                | Michel Fradet                   | PCF            | 1 669        | 3,79         |             |             |  |
|                | Jocelyne Giraudette             | Les Verts      | 1 260        | 2,86         |             |             |  |
|                | Phillipe Caffin                 | CPNT           | 898          | 2,04         |             |             |  |
|                | Jean-Marie Sornin               | LO             | 737          | 1,67         |             |             |  |
|                | Odile Gallot                    | MNR            | 331          | 0,75         |             |             |  |
|                |                                 |                |              |              |             |             |  |
| Inscrits       | Inscrits                        | Inscrits       | 64 285       | 100,00       | 64 277      | 100,00      |  |
| Abstentions    | Abstentions                     | Abstentions    | 19 183       | 29,84        | 20 567      | 32          |  |
| Votants        | Votants                         | Votants        | 45 102       | 70,16        | 43 710      | 68          |  |
| Blancs et nuls | Blancs et nuls                  | Blancs et nuls | 1 056        | 2,34         | 1 610       | 3,68        |  |
| Exprimés       | Exprimés                        | Exprimés       | 44 046       | 97,66        | 42 100      | 96,32       |  |

#### Troisième circonscription (Le Blanc)
| Candidat       | Candidat                           | Parti            | Premier tour | Premier tour | Second tour | Second tour |  |
| Candidat       | Candidat                           | Parti            | Voix         | %            | Voix        | %           |  |
| -------------- | ---------------------------------- | ---------------- | ------------ | ------------ | ----------- | ----------- |  |
|                | Jean-Paul Chanteguet sortant réélu | PS               | 12 968       | 33,63        | 18 754      | 50,10       |  |
|                | Gilles Peyrot des Gachons          | UMP              | 9 415        | 24,42        | 18 678      | 49,90       |  |
|                | Régis Blanchet                     | UDF              | 4 176        | 10,83        |             |             |  |
|                | Marie-Ange Lemaitre                | FN               | 3 808        | 9,88         |             |             |  |
|                | René Chabot                        | Divers droite    | 3 081        | 7,99         |             |             |  |
|                | Roger Richard                      | CPNT             | 1 532        | 3,97         |             |             |  |
|                | Danielle Faure                     | PCF              | 1 205        | 3,13         |             |             |  |
|                | Éric Menanteau                     | Les Verts        | 901          | 2,34         |             |             |  |
|                | Catherine Moreau                   | LO               | 581          | 1,51         |             |             |  |
|                | Maryse Zemenio                     | Pôle républicain | 360          | 0,93         |             |             |  |
|                | Mireille Cotte                     | MNR              | 246          | 0,64         |             |             |  |
|                | Anne-Marie Poirier                 | MPF              | 228          | 0,59         |             |             |  |
|                | Claude Bouillot                    | PF               | 59           | 0,15         |             |             |  |
|                |                                    |                  |              |              |             |             |  |
| Inscrits       | Inscrits                           | Inscrits         | 57 192       | 100,00       | 57 190      | 100,00      |  |
| Abstentions    | Abstentions                        | Abstentions      | 17 537       | 30,66        | 18 130      | 31,7        |  |
| Votants        | Votants                            | Votants          | 39 655       | 69,34        | 39 060      | 68,3        |  |
| Blancs et nuls | Blancs et nuls                     | Blancs et nuls   | 1 095        | 2,76         | 1 628       | 4,17        |  |
| Exprimés       | Exprimés                           | Exprimés         | 38 560       | 97,24        | 37 432      | 95,83       |  |